# Pineville (Nyugat-Virginia)
Pineville település az Amerikai Egyesült Államok Nyugat-Virginia államában, Wyoming megyében, melynek megyeszékhelye is. Lakosainak száma 645 fő (2020. április 1.).

## Népesség
A település népességének változása:

| 2010 | 668 |
| 2020 | 645 |